# 葉劉姓
葉劉姓是台灣客家人的一個雙姓，其後代主要分布在台灣的桃竹苗以及南投地區。
根據中華民國內政部户政司民國107年（2018年）6月的數據，臺灣葉劉姓人口有163人，為全國姓氏人數排名第472名。

## 葉劉姓源流
清朝中葉，原籍是廣東省惠州府陸豐縣的劉姓家族第十五世祖劉丁，隻身渡海來台灣。劉丁來台後，輾轉落腳於清治之新竹縣境內，並奉祀劉家第十二至第十四世祖之靈位。其後，與新竹縣境內居住之葉養相識，二人成為知己。葉養將劉丁收為養子，因此劉丁在戶籍上冠有葉姓，成為葉劉丁。
在葉養未收劉丁為子之前，育有二子，同時還收養一位養女，名為徐裕妹。由於葉養之二子均早逝，葉養遂將徐裕妹配予葉劉丁為妻。據葉劉家族後人考證，當時葉養與葉劉丁二人曾有言明，若生有長子以過繼母系的慣例冠以葉姓，次子以下，則冠以劉姓以作為劉姓後嗣。然而，葉劉丁與徐裕妹結為夫妻後，僅生一子，因而續用葉劉為姓。該子為葉劉世明，為葉劉姓祠堂所祭祀之十六世祖。這就是往後子孫均採葉劉姓之緣由。
葉劉世明前後娶配三妻，共生養八男四女。其中一子過繼予他人，其餘七子依出生次序作為房別之分，此為今日葉劉姓家族七大房之由來。